# ジャンカルロ・マルドナード
ジャンカルロ・グレゴリオ・マルドナード・マレーロ（Giancarlo Gregorio Maldonado Marrero スペイン語発音: [xjanˈkaɾlo maldoˈnaðo]、1982年6月29日 - ）は、ベネズエラ・カラカス出身の元同国代表サッカー選手、現サッカー指導者。ポジションはFW。

## クラブ経歴
ウルグアイのCAリーベル・プレートにてプロデビューを果たした。プロデビュー後、母国ベネズエラや南米各国のクラブチームを渡り歩き、2007年6月にアトランテFCに加入した。加入後すぐに行われた親善試合でゴールを挙げると、2007年8月4日のチアパスFCとのリーグ戦で公式戦初出場ならびに初ゴールを挙げた。また、このゴールによりアトラスは歴史的なリーグタイトル獲得に成功し、決勝点を決めたマルドナードはこの快挙の立役者になった。
2009-10シーズン、ラ・リーガに昇格したばかりのヘレスCDにレンタル移籍した。リーグ開幕節のRCDマヨルカ戦でスタメン出場したものの、ゴールを挙げられずに72分に途中交代した。ヘレスは下馬評通り序盤戦から低迷し、開幕4連敗を記録。ここで最下位に転落すると冬の移籍市場まで最下位から抜け出せず、マルドナードも徐々に出場機会を失ったため、冬にレンタルを打ち切った。
ヘレス退団以降は南米、中米のクラブを放浪し、2020年2月2日に現役を引退した。

## 代表経歴
2003年8月20日、ハイチ代表との親善試合でベネズエラ代表デビュー。
ベネズエラ代表として2度のメジャー大会に参加しており、コパ・アメリカ2007とコパ・アメリカ2011に出場している。前者の2007年大会でグループリーグのボリビア戦でゴールを決めている。

## 人物
実父のカルロス・ファビアン・マルドナードも元サッカー選手。また、名前の「ジャンカルロ」は1980年代にイタリア代表で活躍したジャンカルロ・アントニョーニから取られた。